# Пам'ятна Медаль 20-річчя утворення Центрального Слідчого Бюро Поліції
Пам'ятна Медаль 20-річчя утворення Центрального Слідчого Бюро Поліції - польська відомча відзнака, заснована наказом міністра внутрішніх справ та адміністрації від 5 червня 2020 р. На честь двадцятої річниці заснування Центрального слідчого Бюро поліції Польщі

## Правила нагородження
Медаллю нагороджує своїм рішенням міністр внутрішніх справ за поданням Головного керівникау поліції, за ініціативи начальника Центрального слідчого управління поліції. Медаллю можуть бути нагороджені поліцейські та працівники поліції, а також інші особи за заслуги в боротьбі з організованою злочинністю або за підтримку діяльності Центрального слідчого управління.
Медаль може бути нагороджена однією особою лише один раз. Разом з нагородою вручається диплом.
Медаль вручається міністром внутрішніх справ або – за його дорученням – іншою уповноваженою особою, зокрема начальником поліції або начальником Центрального слідчого бюро.

## Опис відзнаки
Медаль круглої форми, діаметром 35 мм, сріблястого кольору, з обох боків розміченим кантом, вушком і кільцем для підвішування. На лицьовій стороні в центрі на контурі поліцейської зірки розміщено опукле зображення орла з піднятими крилами, який тримає в пазурах восьминога. Зображення орла та восьминога розміщено на фоні контуру карти Республіки Польща. Під контуром поліцейської зірки розташована півкругла стрічка з написом "ЦЕНТРАЛЬНЕ СЛІДЧЕ УПРАВЛІННЯ МІЛЦІЇ" (CENTRALNE BIURO ŚLEDCZE POLICJI)  Обабіч орла півколом розміщено опуклими великими літерами дати 2000 – зліва та 2020 – справа, цифри яких розміщено по центру. На реверсі на тлі контуру поліцейської зірки розміщено п’ятирядковий опуклий напис великими літерами  "20-річчя утворення Центрального Слідчого Бюро" (20-LECIE UTWORZENIA CENTRALNEGO BIURA ŚLEDCZEGO). По краю поліцейської зірки розміщено - вінок із двох стилізованих лаврової та дубової гілок.
Медаль підвішена на синій стрічці шириною 38 мм, посередині якої розташовані дві біло-червоні смуги шириною 4 мм кожна; на зовнішній стороні білої та червоної смуг сріблясті смуги шириною 2 мм кожна
Медаль носиться зліва на грудях, після орденів і відзнак.